# Patrick Maïore
Patrick Maïore est un rameur français né le 17 septembre 1964.

## Biographie
Patrick Maïore est médaillé de bronze en quatre sans barreur poids légers aux Championnats du monde d'aviron 1991 à Vienne. Il est ensuite sixième de la finale de quatre sans barreur poids légers aux Championnats du monde d'aviron 1992 à Montréal, quatrième de cette finale aux Championnats du monde d'aviron 1993 à Račice, ainsi que sixième aux Championnats du monde d'aviron 1994 à Indianapolis.
Il est diplômé du Conservatoire national des arts et métiers.